# Banda da Cidade
Banda da Cidade é uma agremiação carnavalesca de Cabo Frio.
Como escola de samba, já foi campeã do Grupo Especial do Carnaval, porém teve diversos problemas e acabou rebaixada.

## História
Apesar do nome (banda), foi uma escola de samba durante boa parte da década de 2000, quando teve direito a barracão na Morada do Samba, (espécie de Cidade do Samba de Cabo Frio).
Em 2008, foi a sexta colocada do Grupo Especial do carnaval. Em 2009, teve problemas em seu desfile e acabou sendo penalizada, com o que, com 191,6 pontos, ficou em sétimo lugar do grupo principal, sendo rebaixada. Acabou desfilando como bloco carnavalesco em 2010.

## Segmentos

### Presidentes
| Nome                 | Mandato        | Ref.  |
| -------------------- | -------------- | ----- |
| Antônio Carlos Nunes | ? - atualidade | [ 5 ] |

### Rainhas de bateria
| Período | Rainha | Madrinha | Ref. |
| ------- | ------ | -------- | ---- |
| 2015    |        |          |      |
| 2016    |        |          |      |

## Carnavais
| Ano  | Colocação | Grupo    | Enredo | Carnavalesco | intérprete | Ref |
| ---- | --------- | -------- | ------ | ------------ | ---------- | --- |
| 2008 | 8º lugar  | Especial |        |              |            |     |
| 2009 | 7º lugar  | Especial |        |              |            |     |